# Querelle des femmes
La querelle des femmes est un concept historiographique utilisé pour désigner une polémique récurrente qui débute au XVe siècle et se poursuit jusqu'au début du XXe siècle au sujet du statut des femmes dans la société et revendique surtout l'égalité entre les hommes et les femmes. Cette « querelle » débute en France puis s'étend à toute l'Europe. Elle est traitée essentiellement dans les milieux intellectuels.

## Querelle qui traverse les siècles

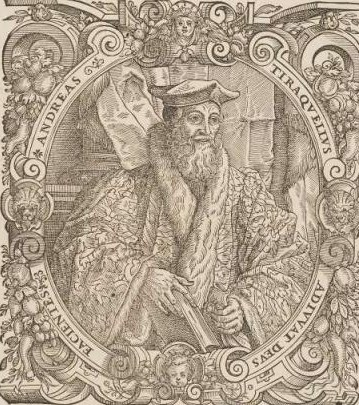
Portrait d'André Tiraqueau, gravé par Jost Amman.

Des études récentes menées par la Siefar ont montré que, dès le XVe siècle, des acteurs de la haute société s'engagent à défendre l'égalité entre les hommes et les femmes, comme on le voit par exemple avec Christine de Pizan dans La Cité des dames, en 1405. Ce roman fut la conclusion de la première polémique de la querelle des femme ; étant une réponse au Roman de la Rose, un best seller médiéval fini en 1270 par Jean de Meung, La Cité des dames dépeint une communauté féminine par mettant de l'avant les vertus féminines, s'opposant aux idées sur la nature féminine de Jean de Meung. En effet, l'auteur dépeint la femme négativement dans le Roman de la Rose, lui attribuant de nombreux défauts, tels la vanité, la lubricité et la perfidie.
Dans ses lettres de 1401 et 1402 recueillies dans l'ouvrage Le Livre des épîtres du débat sur le Roman de la Rose, de Pizan exprime son dégoût par rapport à l'obscénité de l'œuvre et de sa caractérisation négative des femmes qui pourrait, selon elle, inciter à la haine et à la violence contre celles-ci. La responsabilité de l'auteur par rapport à ses discours est mis de l'avant dans ses arguments contre le Roman de la Rose. Le débat épistolaire engendré par de Pizan l'opposant à différents membres de l'intelligentsia parisienne du début du xve siècle était séparé entre deux camps ; ceux en faveur de Christine de Pizan et ceux contre celle-ci. Ce débat, censé resté quelque peu privé entre les auteurs et destinataires de ces lettre, devint public en 1402 quand de Pizan demanda la protection d'Isabeau de Bavière et de Guillaume de Tignonville en leur donnant une collection de ses échanges avec plusieurs hommes de lettres parisiens, tel Jean de Montreuil qui l'appela (à son insu) une « prostituée grecque » (grecam meretricem).
Le débat découla aussi dans la sphère sociale de l'aristocratie française, menant à la création à la cour française de plusieurs Ordres chevaleresques supportant la cause de de Pizan, tels que celui de la Dame blanche à l'écu vert (1399), l'Ordre de la rose (1402) et la Cour amoureuse de Charles VI (1401), créée par les ducs de Bourbons et fréquentée par le roi. Cette dernière fût fondée sous le prétexte de servir et de louer les femmes, mais puisqu'aucune femme n'y a siégé et qu'un ennemi de de Pizan en faisait partie, la Cour amoureuse semble plutôt avoir été une alliance politique servant les intérêt de la dynastie des Bourbons faite sous la dispense d'actualité d'honorer les femmes.
Cette polémique est réactivée par le juriste André Tiraqueau au XVIe siècle dans le cadre d'un débat sur le contrat de mariage, ouvert dans son traité De legibus connubialibus. Elle s'étendit bientôt au statut des femmes dans la société et à leur éducation. Si André Tiraqueau soutient qu'il est nécessaire qu'il existe dans le mariage une affection réciproque, il affirme cependant sans ambigüité la supériorité de l'homme sur la femme, attribuant de ce fait au mari le rôle de protecteur de son épouse. Son ami le juriste et humaniste Amaury Bouchard lui réplique dans son traité Τῆς γυναικείας φύτλης, id est fœminei sexus, apologia, publié à Paris en 1522.
Au XVIIe siècle, des auteurs et philosophes tels que Marie le Jars de Gournay, puis François Poullain de la Barre se positionnent en tant que défenseurs de la place et du rôle de la femme dans la société et des affaires publiques. Opposés à la misogynie philosophique de leurs contemporains, ils inscrivent leur questionnements dans une continuité, héritiers du XVe siècle qui a vu naître ces débats.
La querelle des femmes dépasse ensuite le seul cadre de la France, et elle est débattue dans plusieurs autres pays d'Europe, notamment en Italie, en Espagne, en Allemagne et en Angleterre. Cette querelle mobilise des acteurs de toutes formations, comme des médecins, des philosophes ou encore des dramaturges, notamment Molière et son École des femmes.
La question de la condition féminine et des droits des femmes prend une ampleur nouvelle dès la fin du XVIIIe siècle, en France et en Angleterre notamment, avec l'émergence d'écrivaines féministes telles qu'Olympe de Gouges ou Mary Wollstonecraft pendant la Révolution Française. À l'époque victorienne, la querelle des femmes est revivifiée dans le contexte des débats entourant le « Reform Act » de 1832 et celui de 1867. Pour permettre l'égalité entre les hommes et les femmes, ces dernières se sont révoltées avec le mouvement des suffragettes en demandant l'obtention du droit de vote au XXe siècle par exemple, ou encore avec le discours, Féministe, prononcé à l'Académie Française en 1910 par Émile Faguet. En anglais, on parle, de façon plus consensuelle, de « question de la femme » (The Woman Question). Dans les pays anglophones, la révolution industrielle a vu grossir les effectifs de femmes actives issues des classes populaires.

### Livres
- Catherine Claude, La querelle des femmes : la place des femmes des Francs à la Renaissance, Le Temps des cerises, 2000[7].
- Armel Dubois-Nayt, Nicole Dufournaud, Anne Paupert (dir.), Revisiter la « Querelle des femmes ». Discours sur l’égalité/inégalité des sexes, de 1400 à 1600, Saint-Étienne, Publications de l’université de Saint-Étienne (coll. « École du genre »), 2013, vol. 3/4.
- Danielle Haase-Dubosc, Marie-Élisabeth Henneau, Revisiter la querelle des femmes, Discours sur l'égalité/Inégalité des sexes de 1600 à 1750, Presses universitaires de Saint-Etienne, 2013
- Florence Serrano, La Querelle des Femmes à la cour, entre la Castille et la Bourgogne, au XVe siècle. Étude et édition critique du Triunfo de las donas/ Triumphe des dames de Juan Rodríguez del Padrón, Thèse de doctorat soutenue le 9 juin 2011 à l’école normale supérieure de Lyon
- Éliane Viennot, La querelle des femmes, ou n'en parlons plus, éditions IX, 2019

### Articles
- Nicole Dufournaud , « La querelle des dames à la Renaissance », Encyclopédie d'histoire numérique de l'Europe [en ligne], ISSN 2677-6588, mis en ligne le 23/06/20, consulté le 21/04/2021. Permalien : , .
- Paola Malpezzi Price, Christine Ristaino, Lucrezia Marinella and the "querelle Des Femmes" in Seventeenth-century Italy, Associated University Presse, 2008[8].
- Laurent Angard, « Marguerite de Valois et « La Querelle des femmes » : des Mémoires au Discours docte et subtil », Cahiers du GADGES, 2011, no 9, p. 117-137